# Gloydius ussuriensis
Gloydius ussuriensis este o specie de șerpi din genul Gloydius, familia Viperidae, descrisă de Emelianov în anul 1929. Conform Catalogue of Life specia Gloydius ussuriensis nu are subspecii cunoscute.